# Fabryka Samochodów Ciężarowych
FSC (Полное название: Fabryka Samochodów Ciężarowych, «Фабрика грузовых автомобилей») — польский производитель легкового и коммерческого автотранспорта, существовавший с 1950 по 2007 годы.

## История

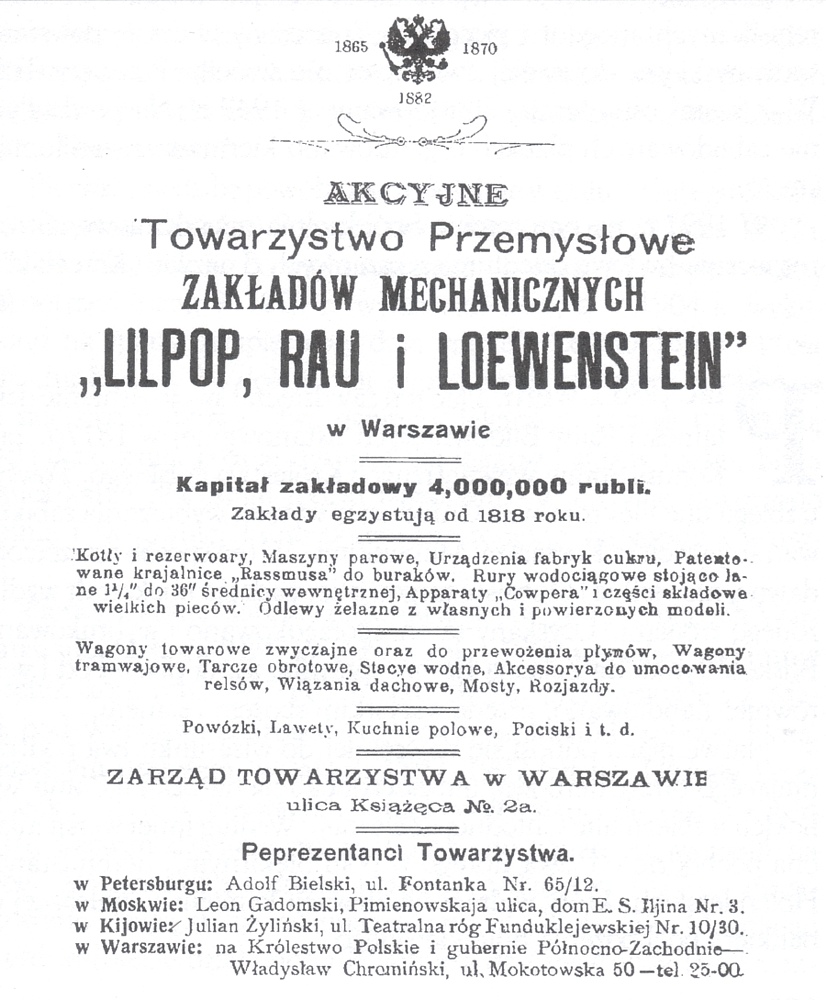
Реклама индустриальной компании Lilpop, Rau i Loewenstein

Предприятие основано в ПНР в 1951 году. Компания начала выпуск лёгкого грузовика Люблин 51, аналогичного советскому ГАЗ-51. Продажи автомобиля были невысоки, вследствие чего в 1956 году был выпущен автомобиль Zuk собственной конструкции. Он стал пользоваться спросом в Польше и других странах соцлагеря.
В 1958 году выпущен компактный пикап FSC Zuk, который стал поставляться в Германию и Венгрию. Модель была оснащена двухлитровым двигателем мощностью 50 л. с. и трёхступенчатой коробкой передач, ранее использовавшейся в «Победе». Через год на базе пикапа были выпущены фургоны А05 и А06, затем компания выпустила автобус среднего размера, после чего — второе поколение пикапа, получившее название А13.
1960 годом датирован выпуск полноразмерного грузового автомобиля, завоевавшего популярность среди военных в Восточной Европе, что сделало FSC лидером рынка по поставкам автотехники для нужд польской и венгерской армии. Модели отличались надёжность и невысокой ценой, и просуществовали в неизменном виде до 1973 года. После этого был произведён рестайлинг моделей, а в 1975 начался выпуск автомобилей с новым силовым агрегатом мощностью 70 л. с. В 1981 году был представлен самостоятельно созданный дизельный мотор, что привело к росту продаж автомобилей до 31 тыс. экз. в год.
В 1993 году было принято решение о выпуске КАМАЗов, но далее огромных инвестиций дело не пошло. Завод был заброшен вплоть до 1999 года, пока его производственные мощности не стали использоваться для сборки автомобилей «Рено». К тому времени собственные автомобили FSC перестали выпускаться. В 2005 году был разорван контракт с Renault, а в 2007 году компания FSC закрылась.

## Продукция
- «Люблин-51» (Lublin-51) — лицензионная копия грузовика ГАЗ-51 (1951—1959)
- «Жук» — многоцелевые микроавтобусы и фургоны (1959—1998)
- «Люблин» — многоцелевые микроавтобусы и фургоны (1993—2007)
- «Ныса» — многоцелевые микроавтобусы и фургоны (1958—1994)
- «Хонкер» — внедорожник (1997—2007, 2009-наст.время)
- Honker Cargo — многоцелевые микроавтобусы и фургоны
- Daewoo Nexia (1995—1998)

## Руководители FSC
- 1950—1954 — K. Gielewski
- 1954—1956 — H. Sztraj
- 1956—1957 — B. Brajte
- 1957—1958 — Z. Nawrocki
- 1958—1959 — A. Brykalski
- 1960—1962 — W. Kwiatkowski
- 1962—1974 — G. Krupa
- 1974—1982 — H. Pawłowski
- 1982—1985 — H. Jasiński
- 1985—1987 — A. Malinowski
- 1988—1995 — Z. Prus
- 1996—1997 — W. Włoch

## Число сотрудников
- 1966 — 8 тыс.
- 1969 — 10 тыс.
- 1973 — 13 тыс. (1300 инженеров и техников)
- 1974 — 11 тыс.
- 1980 — 12 тыс.
- 1984 — 10 тыс.
- 2001—1725 чел.